# آلبرت بوچارد
آلبرت بوچارد (انگلیسی: Albert Bouchard؛ زادهٔ ۲۴ مهٔ ۱۹۴۷) موسیقی‌دان اهل ایالات متحده آمریکا است.